# Cappella Foppa

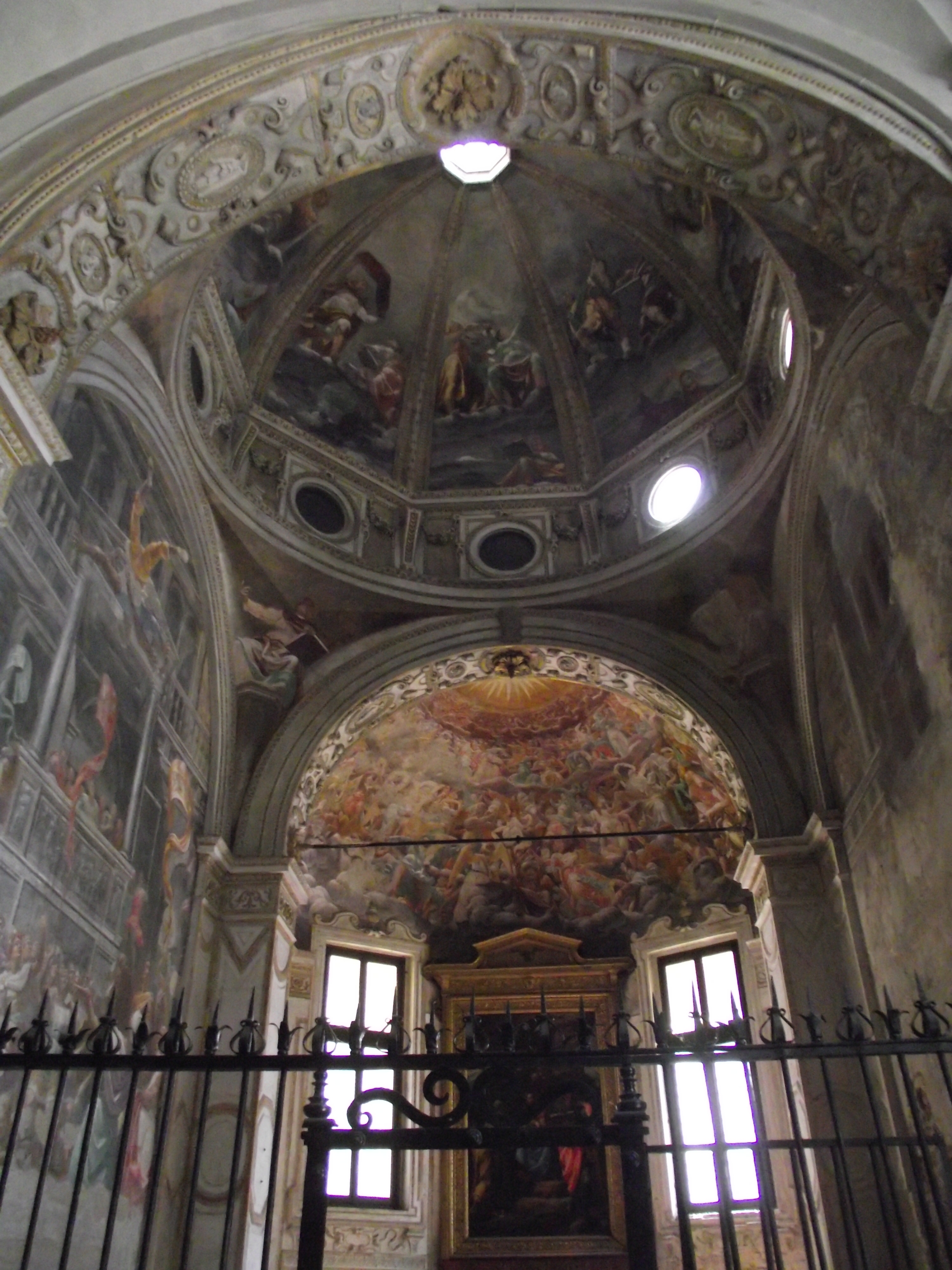
Cappella Foppa.

La cappella Foppa, o cappella di San Pietro e Paolo, è la prima cappella sulla destra del portale di ingresso della chiesa di San Marco a Milano.

## Storia e descrizione

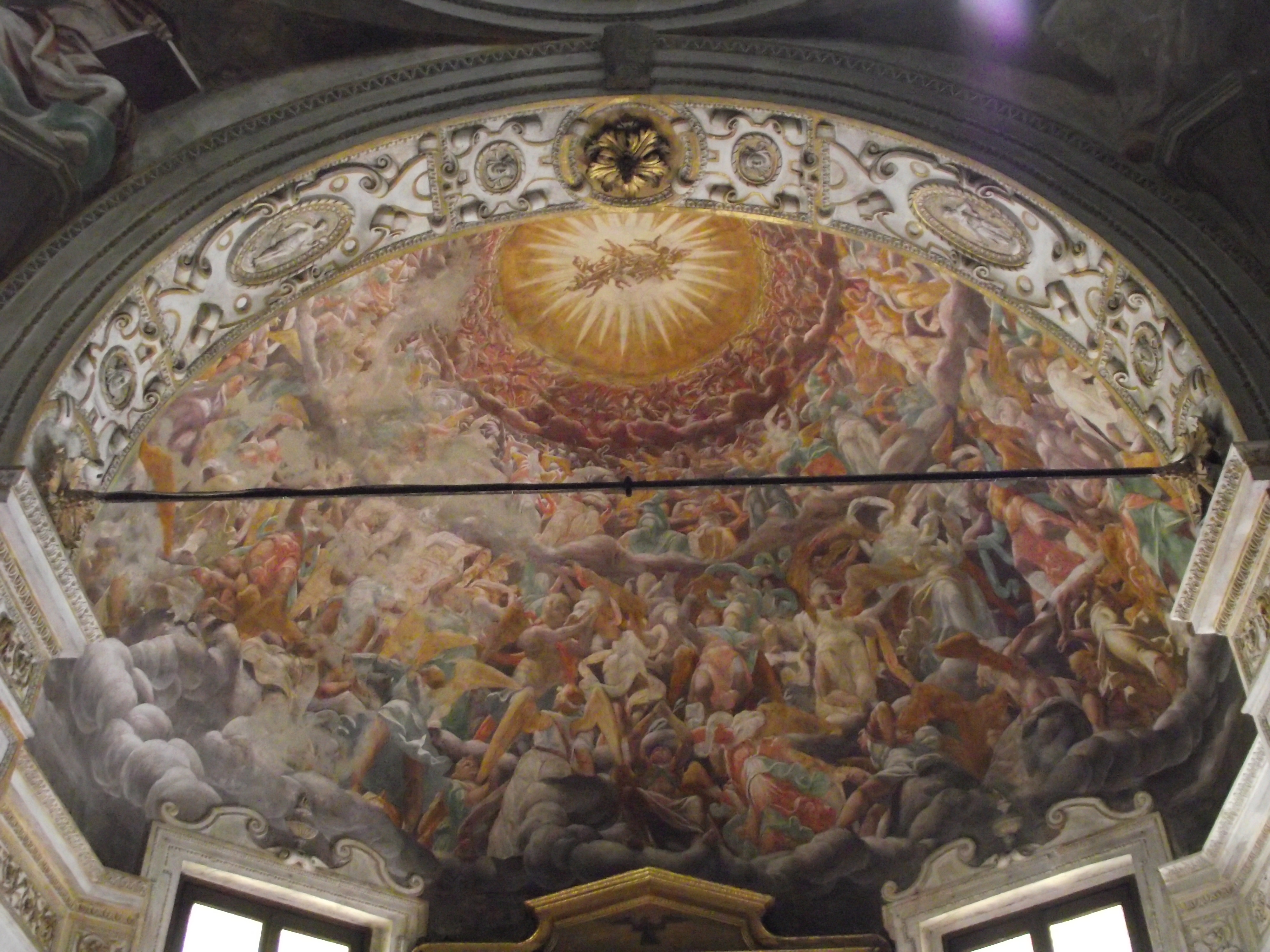
La Gloria Angelica nel catino absidale.

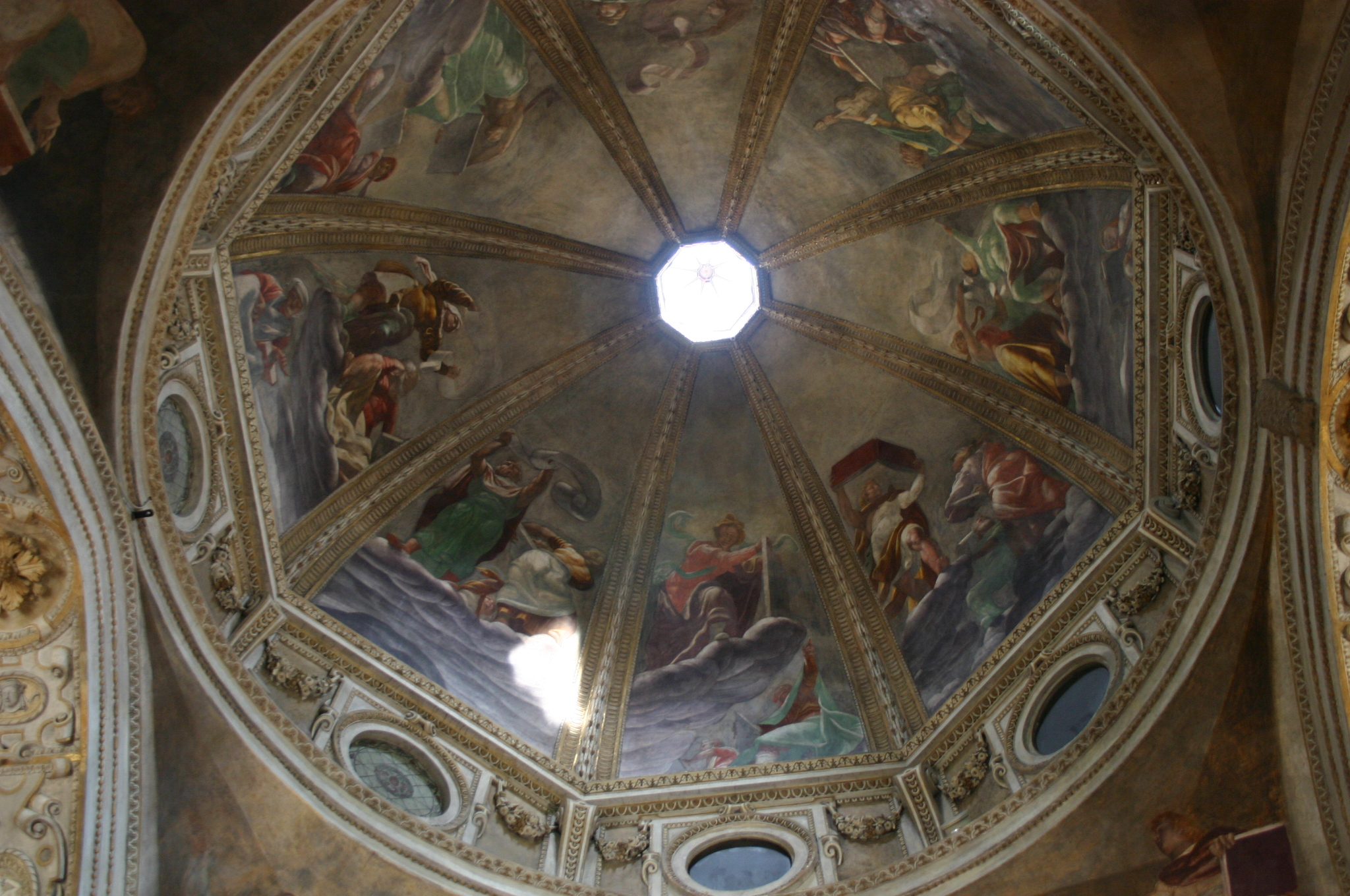
Cupola della cappella

La cappella, tra prime sorte nel complesso della chiesa di San Marco, sorse per volontà della famiglia Foppa verso la fine del XV secolo: la decorazione tuttavia fu per gran parte eseguita nella seconda metà del XVI secolo da Giovanni Paolo Lomazzo.
L'ambiente d'ingresso è costituito da un ambiente a pianta quadrata sormontato da una cupola ottagonale con tamburo decorato con finestre circolari: la parete destra è decorata con un affresco di San Paolo che resuscita un morto conservato in condizioni piuttosto precarie, mentre sulla destra una meglio conservata caduta di Simon Mago; gli otto spicchi della cupola sono affrescati ognuno con uno degli otto Profeti e sibille, mentre nei pennacchi sono rappresentati i Quattro evangelisti. Proseguendo si trova infine il catino absidale della cappella che presenta l'opera principale della cappella, ovvero la Gloria angelica, mentre l'altare è decorato con una pala raffigurante la Madonna con Bambino e santi. Tutte le opere sono state realizzate dal Lomazzo.

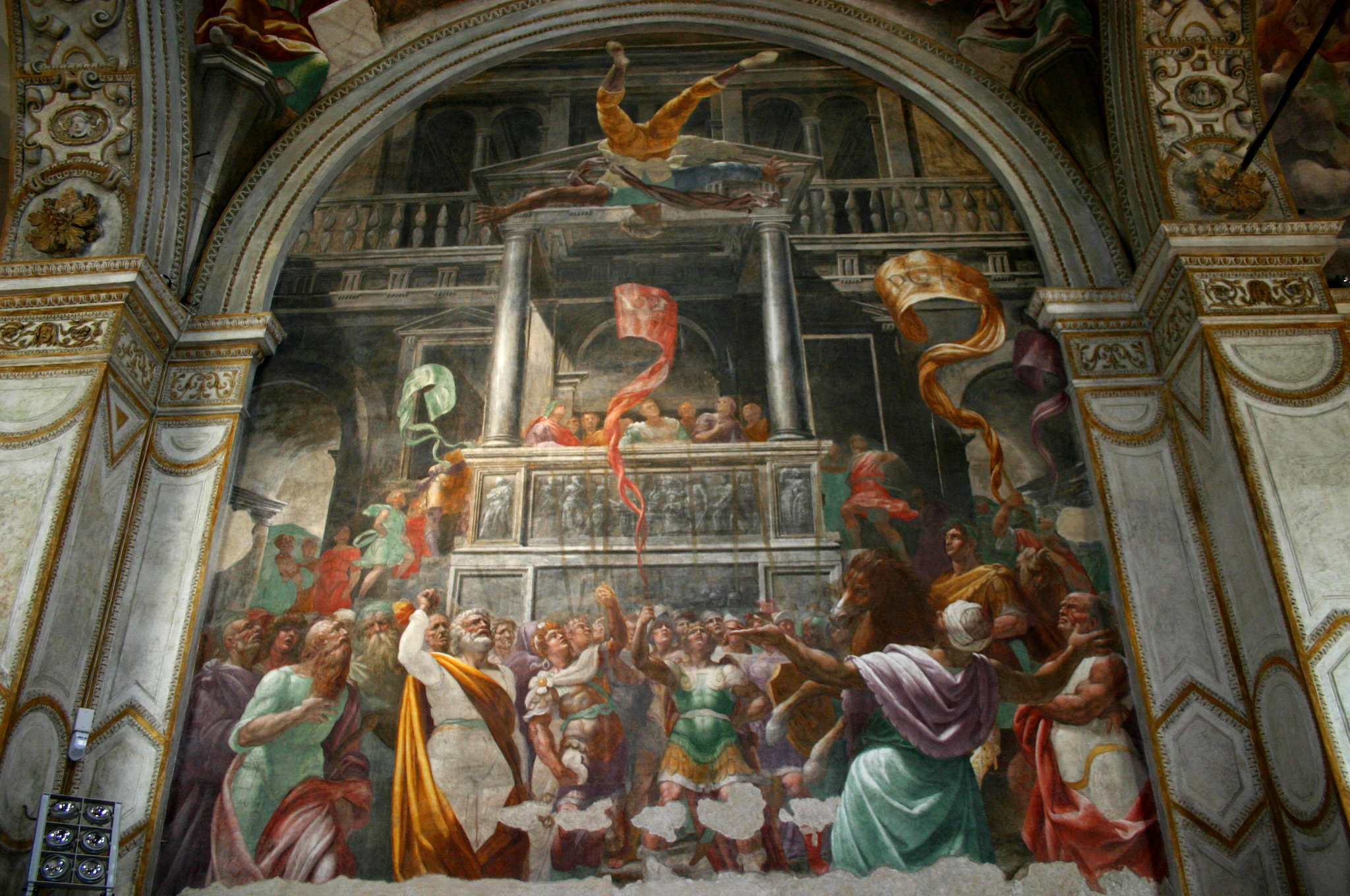
Caduta di Simon Mago sulla parete sinistra

La decorazione pittorica della cappella è nel suo complesso uno dei maggiori risultati dell'arte del tardo Cinquecento lombardo e sicuramente il maggior lavoro in termini sia qualitativi che quantitativi del Lomazzo, come testimonia l'approfondita analisi che lo stesso pittore fa della cappella Foppa nei suoi trattati. Se da un lato il soggetto delle rappresentazioni anticipano le tematiche antieretiche proprie dell'arte controriformata, elementi tipici del manierismo come il trompe-l'œil della Caduta di Simon Mago con sfondo di architetture classiciste vengono coniugati con chiari riferimenti alla pittura rinascimentale lombarda di eredità leonardesca: nella Gloria angelica sul catino absidale la composizione mostra una forte attenzione al dinamismo della scena, composizione peraltro ripresa dagli affreschi di Gaudenzio Ferrari sulla cupola del Santuario della Beata Vergine dei Miracoli di Saronno, ben conosciuti e commentati dal Lomazzo. La caratterizzazione dello stato d'animo dei personaggi tipica di Leonardo è ben visibile negli sguardi degli spettatori della Caduta di Simon Mago.
La decorazione tuttavia, pur presentando un'eredità tipicamente lombarda, non manca di mettere in luce il percorso di aggiornamento sul manierismo centroitaliano del Lomazzo. Le esplicite citazioni leonardesche e gaudenziane dell'opera, così come il trompe l'oeil di ispirazione bramantesca, sono quindi fuse con elementi tipici della cultura romana di quegli anni, come il quadro riportato che incornicia gli affreschi o la monumentalità delle figure tipicamente michelangiolesca e del primo Pellegrino Tibaldi. Il lavoro del Lomazzo rappresentò per molti anni un modello compositivo preferenziale, come testimoniano le molte opere di molti autori, tra cui Ottavio Semino e Carlo Urbino, ispirate ad esso.